# Alveran Records
Alveran Records war ein in Deutschland ansässiges und 1995 von Sascha Franzen gegründetes Independent-Label, das Bands zwischen Hardcore Punk, Metal, Rock, Emo und Punk veröffentlichte.
Alveran Records war europäischer Partner für die US-Labels Eulogy Recordings und Hand of Hope Records. Seit April 2006 arbeitete Alveran Records mit dem US-Label Abacus Recordings zusammen. In partnerschaftlicher Zusammenarbeit veröffentlichen die beiden Labels ausgewählte Titel aus dem Abacus-Roster in Europa.
Alveran veranstaltete alljährlich das Pressure Festival im Ruhrgebiet sowie diverse lokale Szene-Shows.
Alveran Records existierte von 1995 bis 2009 und wurde im September 2009 aufgelöst.

## Bands bei Alveran mit weltweiten Deals
- Copykill
- Devil Inside/Jaylan
- Do or Die
- Drift
- End of Days
- Hellström
- Inane
- Jane
- Liar
- Maroon
- Misery Speaks
- Narziss
- Nyári
- Purified in Blood
- Settle the Score
- Shattered Realm
- Six Reasons to Kill

## Bands bei Alveran mit Europa-Deals
- A Death for Every Sin
- Age of Ruin
- Albert React
- andorra~atkins
- Arma Angelus
- Bird of Ill Omen
- Black My Heart
- BurnThe8Track
- Bury Your Dead
- Calico System
- Casey Jones
- Christiansen
- DK Limb
- Donnybrook
- Downpour
- Evergreen Terrace
- Forever and a Day
- Hoods
- Morning Again
- Nevea Tears
- New Day Rising
- Nueva Ética
- On a Warpath
- On Broken Wings
- One Nation Under
- Red Sky
- Santa Sangre
- Set Your Goals
- Sinew
- Society’s Finest
- Spread the Disease
- The China White
- The Judas Cradle
- The Low End Theory
- The Warriors
- This Day Forward
- Trust No One
- Twelve Tribes
- Unearth
- Unsung Zeros
- Until the End
- Where Fear and Weapons Meet

## Europäische Veröffentlichungen in Zusammenarbeit mit Abacus Recordings
- Full Blown Chaos
- Glass Casket
- Icepick
- Planes Mistaken for Stars
- Righteous Jams
- The Distance